# 1991 VG
1991 VG est un objet géocroiseur découvert par James Scotti.

## Orbite inhabituelle
Le 6 novembre 1991, Scotti découvrit un objet d'une taille d'environ 10 mètres, maintenant connu sous le nom de 1991 VG. L'orbite héliocentrique de l'objet parut très similaire à l'orbite de la Terre et il a été établi qu'il passerait près de la Terre un mois après sa découverte. Étant donné son orbite, la durée de vie dynamique d'un tel objet est relativement courte, avec la possibilité qu'il entre en collision avec la Terre ou qu'il soit projeté par celle-ci sur une autre orbite.  Aussi, sa courte distance périgée indiquerait une orbite contrôlée, plutôt qu'aléatoire.

## Origine
Il est aujourd'hui établi que cet objet est presque certainement un objet d'origine naturelle, autrement dit un simple astéroïde géocroiseur. Néanmoins, l'hypothèse d'une origine artificielle, voire extraterrestre, a été émises par certains, quoique de façon marginale.

### Possible origine extraterrestre
L'incertitude de l'origine de l'objet, combiné avec sa rapide variation de luminosité dans les images obtenues pendant son passage près de la Terre au début du mois de décembre 1991, ont conduit certains à penser que 1991 VG pourrait être d'origine artificielle, comme une sonde de Bracewell, car ses caractéristiques et sa trajectoire orbitale ne semblent correspondre à aucun lancement effectué depuis la Terre.
Ainsi, pour l'astronome Duncan I. Steel, l'objet pourrait être, avec une forte probabilité, une sonde d'origine extraterrestre (« a candidate alien probe »). De la même façon, le sergent Clifford Stone (retraité de l'Armée US) affirme qu'il ne s'agit pas d'un astéroïde, mais d'une sonde d'origine extraterrestre.

### Possible origine artificielle
L'origine incertaine de l'objet, combinée avec les variations rapides de l'éclat sur les images obtenus lors des passages à proximité de la terre début décembre 1991 ont donné lieu à quelques spéculations comme quoi 1991 VG pourrait être un ancien réservoir de carburant,. Cela pourrait être un élément provenant d'un satellite lancé au début des années 1970,, ou de la mission Apollo 12 .

### Origine naturelle
En septembre 2017, les astronomes Carlos de la Fuente Marcos et Raul de la Fuente Marcos de Universidad Complutense de Madrid confirment la forte probabilité d'une origine naturelle de cet objet, soit un simple géocroiseur.
Ils expliquent dans leur publication que des simulations montrent que son orbite est chaotique sur des échelles de temps plus longues que quelques décennies. De plus ils confirment que 1991 VG a été brièvement capturé par la gravité de la Terre lors de son précédent survol en 1991-1992.
Un modèle réaliste d'orbite des objets géocroiseurs prédit que des objets comme 1991 VG doivent exister et, conséquemment, les deux scientifiques ont trouvé trois autres objets géocroiseurs  — 2001 GP2, 2008 UA202 et 2014 WA366 — qui sont dynamiquement similaires à 1991 VG. Toutes ces preuves confirment qu'il n'y a aucune raison de croire que 1991 VG n'est pas naturel.

## Futurs passages à proximité de la Terre
1991 VG a une magnitude absolue de 28,5 — ce qui correspondrait à un astéroïde d'un diamètre compris entre 6 et 12 mètres — et elle est donc bien trop faible pour une étude ultérieure, sauf lorsque l'objet se situe à proximité de la Terre. Il s'est approché de la Terre et a été observé la dernière fois le 1er juin 2017.

## NEA Scout
(décembre 2021).
Le Near-Earth Asteroid Scout est une mission programmée par la NASA pour développer un nano-satellite CubeSat à voile solaire bon marché, capable d'atteindre un objet géocroiseur et d'en prendre des images à haute résolution. Le lancement, prévu en 2019, et visait 1991 VG comme cible potentielle. Finalement, le satellite développé par le Centre de vol spatial Marshall (Alabama), doit effectuer un survol de l'astéroïde géocroiseur 2020 GE. Il a été placé en orbite au cours du premier vol de la fusée Space Launch System (mission Artemis I) en novembre 2022.